# 厄勒海峽列車
厄勒海峽列車（丹麥語：Øresundståg）是一條於丹麥和瑞典在厄勒海峽地區跨國運行的客運列車網絡，路線於2000年7月2日正式通車。

## 運作
現時，每小時均有四列列車通過厄勒海峽大橋。北行列車主要分兩種，一種是從丹麥哥本哈根東門站開往瑞典南部的馬爾默及隆德。這種列車每隔15分鐘一班，於繁忙時間則為每小時6班。第二種列車的路線與第一種完全重疊，但經過隆德之後分別開往哥德堡、卡爾馬和卡爾斯克魯納。這種列車每小時開出三班，另會開出第四班列車，終點站為赫爾辛堡。午夜時分，東門站與隆德之間的列車班次減少至每小時一班，而凌晨1時正至2時正之間的列車始發站會改為哥本哈根火车总站。
每趟列車由三節79米長的車廂組成，每節提供229個座位，每小時最多可以提供4122個座位。此外，因為哥本哈根和馬爾默之間的工資和房價差異，導致許多人每日在兩地跨國通勤，使得厄勒海峽列車的客運量經常供不應求。
由於厄勒海峽列車經過的車站月台長度有所限制，所以列車無法加長。同時，因為北門站、厄勒斯塔兹站、哥本哈根機場站及三角地站只設有兩條月台並需與其他列車班次共享，所以無法增加額外的班次。在繁忙時段站着，甚至早上站著前往哥本哈根，下午站著返回馬爾默已成日常，亦衍生安全問題。

## 競爭
瑞典國家鐵路（SJ AB）與厄勒海峽列車各有營運由來往馬爾默和哥德堡的路線（2012年及之前甚至延至哥本哈根，但不包括赫爾辛堡）。
自2009年起，SJ列車的車票並不能在厄勒海峽列車使用，兩者票務亦有所不同。SJ營運的路線會經過海斯勒霍尔姆，並使用X2000型列車；在2009年-2011年間路線會經過赫爾辛堡，並使用IC3（X31）列車。厄勒海峽列車的車票並不能在SJ營運的列車使用，必須使用不同的車票。
類似的情況亦發生在丹麥國家鐵路的城際博恩霍爾姆（丹麥語：Intercity Bornholm）列車中。該列車開往瑞典于斯塔德。即使路線使用「厄勒海峽列車」的車輛。

## 外部連結
- 官方網站